# Juryj Kawalou
Juryj Uładzimirawicz Kawalou (biał. Юрый Уладзіміравіч Кавалёў, ros. Юрый Владимирович Ковалёв, Jurij Władimirowicz Kowalow; ur. 27 stycznia 1993 w Białyniczach) – białoruski piłkarz występujący na pozycji lewego lub prawego pomocnika w rosyjskim klubie FK Orenburg. Były, szesnastokrotny reprezentant Białorusi. Wychowanek Suworawieca Mińsk i Szachciora Soligorsk, którego był długoletnim zawodnikiem. Jego młodszy brat Anton również jest piłkarzem.

## Sukcesy

### Klubowe
Szachcior Soligorsk
- Wicemistrz Białorusi: 2012, 2013, 2016, 2018
- Zdobywca Pucharu Białorusi: 2013/2014, 2018/2019